# Pyramid Arena
La Pyramid Arena è stata originariamente un'arena situata nel centro di Memphis sulla riva del fiume Mississippi. L'impianto era dotato di 20.142 posti a sedere, ma poteva contenere oltre 21.000 spettatori in caso di spettacoli o concerti.
Con lo spostamento dei Memphis Grizzlies al nuovissimo FedExForum, avvenuto nel 2004, la Pyramid Arena ha smesso di ospitare eventi sportivi. Nel 2015 è stata riaperta al pubblico a seguito della riconversione in un megastore della catena Bass Pro Shops.

## Storia e struttura

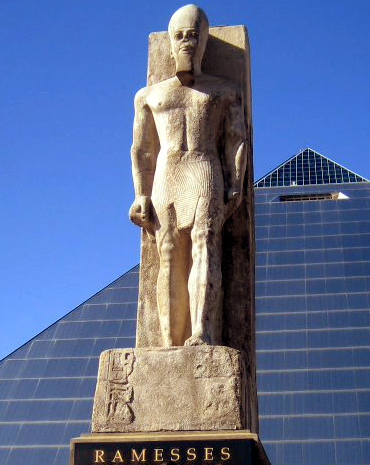
Statua di Ramesse II

I lavori per la costruzione cominciarono nel 1989 e terminarono due anni più tardi; l'intera opera costò alla città di Memphis e alla Contea di Shelby circa 62 milioni di dollari.
La costruzione, alta 98 metri e con una base di 32.200 m², al momento dell'inaugurazione era la seconda piramide al mondo per grandezza, dopo la grande piramide di Giza (139 m).
L'arena deve la sua forma all'omonimia nella lingua inglese fra la città di Memphis e il sito archeologico di Menfi; oltre alla piramide, vi è un richiamo alla civiltà egizia nella riproduzione della statua di Ramses II a Menfi, che spicca davanti all'impianto.

## Eventi
Dalla sua apertura (1991) la Pyramid Arena è stata per circa 13 anni la sede dei Memphis Tigers, la squadra universitaria di basket NCAA della città.
Nel 1993 la struttura ospitò il torneo della Great Midwest Conference, nel 1994 e 1997 il torneo di basket maschile del Southeastern Conference, il torneo maschile del Conference USA nel 1996 e 2000, seguito nel 2003 da quello femminile; ha ospitato anche le prime due partite del campionato di pallacanestro NCAA del 1995, 1997 e 2001.
Per un breve periodo (1995-1996) è stata la sede della squadra locale di football a 8, i Memphis Pharaohs. Nel 1999 ha ospitato il pay-per-view della World Wrestling Federation St. Valentine's Day Massacre:in your house. Nel 2002 vide combattere Lennox Lewis contro Mike Tyson, sconfitto per knockout all'ottava ripresa.
Nel frattempo, l'impianto è stato la casa della franchigia NBA dei Memphis Grizzlies dal 2001 al 2004, anno in cui la squadra traslocò (così come i Memphis Tigers) al FedExForum appena inaugurato.
La Pyramid ospitò inoltre il concerto commemorativo per il 25º anniversario della morte di Elvis Presley. L'ultimo concerto in assoluto fu quello di Bob Seger il 3 febbraio 2007.

## Trasformazione
Dopo il completamento, il FedExForum ha sostituito la Pyramid Arena nel suo ruolo di palazzo sportivo cittadino principale, e la piramide dal 2004 non ha più avuto una squadra fissa. La città di Memphis aveva così costituito una commissione che studi il possibile utilizzo della struttura: le principali proposte emerse erano la conversione da arena a casinò, acquario, centro commerciale o in un parco di divertimento al coperto.
Dopo alcuni anni di trattative, il 30 giugno 2010 è stato firmato un contratto di locazione tra la città di Memphis e la catena Bass Pro Shops. L'accordo prevede una locazione di 55 anni per un megastore. I lavori di ristrutturazione e costruzione sono iniziati nel mese di ottobre del 2012, mentre l'apertura al pubblico è avvenuta il 29 aprile 2015. Oltre al megastore, sono presenti anche negozi, un albergo, ristoranti, una pista da bowling, un campo di tiro con l'arco e, al suo apice, una piattaforma di osservazione esterna.